# Robert Brandi
 (août 2011).
Si vous disposez d'ouvrages ou d'articles de référence ou si vous connaissez des sites web de qualité traitant du thème abordé ici, merci de compléter l'article en donnant les références utiles à sa vérifiabilité et en les liant à la section « Notes et références ».
Pour les articles homonymes, voir Brandi.
Robert Brandi (Marseille, 7 juillet 1931 - Marseille, 25 juillet 2011) est un chercheur français ayant participé à de nombreuses découvertes sur les principaux sites archéologiques du sud de la France.

## Biographie
Lauréat de l'école d'ingénieur, la géologie est son domaine de prédilection. Il fait partie des pionniers de la plongée à Marseille, faisant notamment connaître la plongée sous-marine à un certain Delauze, futur patron de la Comex pour lequel il inventa un système d'extraction des carottages sous-marins qui par l'effet de succion était impossibles à remonter.
Il commence sa carrière professionnelle en Algérie en dirigeant le nivellement de routes du sud algérien, puis le nivellement de l'aéroport d'Alicante en Espagne.
Il rentre en France en 1966 et commence une carrière dans l'archéologie dans laquelle il fit d'importantes découvertes.
En tant que collaborateur, il travaille aux côtés d'Henry de Lumley, Jean Courtin et François-Alexandre Fosse ; avec le premier, il participe aux fouilles de la Caune de l'Arago (Tautavel) de 1967 à 1972 où il met au jour le crâne de l'homme de Tautavel, alors le plus vieil hominidé d'Europe (450 000 ans). Il travaille aussi sur les sites de la grotte du Lazaret et de Terra Amata.
Avec Jean Courtin, il travaille pendant plusieurs années, notamment dans la grotte de la Baume Bonne dans les gorges du Verdon, sur le site de Châteauneuf-les-Martigues et sur les possibles accès en partie aérienne de la grotte Cosquer. Il a aussi travaillé sur l'Archéonaute, navire destiné à la recherche archéologique sous-marine qu'il fut contraint de quitter à la suite d'un accident de plongée lors de fouilles sous-marines à Nice, ce qui le privera par la suite de la visite de la grotte Cosquer.
Il décède le 25 juillet 2011 à l'âge de 80 ans, 40 ans presque jour pour jour après la découverte de l'Homme de l'Arago.